# Bobot
Bobot (Hongaars: Bobót) is een Slowaakse gemeente in de regio Trenčín, en maakt deel uit van het district Trenčín.
Bobot telt 758 inwoners.